# Zaadbank (ecologie)
Een zaadbank is een hoeveelheid zaden die wel in de grond aanwezig zijn, maar niet actief deelnemen aan het leven in het bovenliggende milieu. Zij vormen een bank van zaden die (vaak dieper in de grond) wachten tot de omstandigheden veranderen.
Bij pogingen om natuurgebieden te herstellen wordt vaak een (vervuilde of overbemeste) toplaag afgegraven, in de hoop dat de ondergrond, nu blootgelegd, een zaadbank bevat met zaden van de oorspronkelijke vegetatie. Als er voldoende van deze zaden zijn en deze voldoende kiemkrachtig zijn, is herstel van de oorspronkelijke vegetatie mogelijk.
In de biologische landbouw wordt geprobeerd de hoeveelheid zaden in de zaadbank zo laag mogelijk te houden, omdat er bij elke grondbewerking zaden kiemen.